# ICD-10 第九章：循环系统疾病

## 急性风湿热（I00-I09）
急性风湿热（I00-I09）
- I00 风湿热，未伴有心脏受累
- I01 风湿热，伴心脏受累
- I02 风湿性舞蹈病
- I05 风湿性二尖瓣疾病
- I06 风湿性主动脉瓣疾病
- I07 风湿性三尖瓣疾病
- I08 多个心瓣膜疾病
- I09 其他风湿性心脏病

## 高血压病（I10-I15）
高血压病（I10-I15）
- I10 特发性(原发性)高血压
- I11 高血压性心脏病
- I12 高血压性肾脏病
- I13 高血压性心脏病和肾脏病
- I15 继发性高血压

## 缺血性心脏病（I20-I25）
缺血性心脏病（I20-I25）
- I20 心绞痛
- I21 急性心肌梗塞
- I22 随后性心肌梗塞
- I23 急性心肌梗死后的某些近期并发症
- I24 其他急性缺血性心脏病
- I25 慢性缺血性心脏病

## 肺原性心脏病和肺循环疾病（I26-I28）
肺原性心脏病和肺循环疾病（I26-I28）
- I26 肺栓塞
- I27 其他肺原性心脏病
- I28 肺血管的其他疾病

## 其他类型的心脏病（I30-I52）
其他类型的心脏病（I30-I52）
- I30 急性心包炎
- I31 心包的其他疾病
- I32 分类于他处的疾病引起的心包炎
- I33 急性和亚急性心内膜炎
- I34 非风湿性二尖瓣疾患
- I35 非风湿性主动脉瓣疾患
- I36 非风湿性三尖瓣疾患
- I37 肺动脉瓣疾患
- I38 心内膜炎（瓣膜未特指）
- I39 分类于他处的疾病引起的心内膜炎和心瓣膜疾患
- I40 急性心肌炎
- I41 分类于他处的疾病引起的心肌炎
- I42 心肌病
- I43 分类于他处的疾病引起的心肌病
- I44 房室传导阻滞和左束支传导阻滞
- I45 其他传导疾患
- I46 心脏停搏
- I47 阵发性心动过速
- I48 心房纤颤和扑动
- I49 其他的心脏心律失常
- I50 心力衰竭
- I51 心脏病的并发症和不明确表述
- I52 分类于他处的疾病引起的其他心脏疾患

## 脑血管病（I60-I69）
脑血管病（I60-I69）
- I60 蛛网膜下腔出血
- I61 颅内出血
- I62 其他非创伤性颅内出血
- I63 脑梗死
- I64 中风，未特指为出血或梗死
- I65 入脑前动脉的闭塞和狭窄，未造成脑梗死
- I66 大脑动脉的闭塞和狭窄，未造成脑梗死
- I67 其他脑血管病
- I68 分类于他处的疾病引起的脑血管疾患
- I69 脑血管病后遗症

## 动脉、小动脉和毛细血管疾病（I70-I79）
动脉、小动脉和毛细血管疾病（I70-I79）
- I70 动脉粥样硬化症
- I71 主动脉动脉瘤和动脉壁夹层形成
- I72 其他动脉瘤
- I73 其他周围血管疾病
- I74 动脉栓塞和血栓形成
- I75 動脈粥狀硬化栓塞
- I76 敗血性動脈栓塞
- I77 动脉和小动脉的其他疾患
- I78 毛细血管疾病
- I79 分类于他处的疾病引起的动脉、小动脉和毛细血管疾患

## 静脉、淋巴管和淋巴结疾病，不可归类在他处者（I80-I89）
静脉、淋巴管和淋巴结疾病，不可归类在他处者（I80-I89）
- I80 静脉炎和血栓性静脉炎
- I81 门静脉血栓形成
- I82 其他静脉栓塞和血栓形成
- I83 下肢静脉曲张
- I84 痔
- I85 食管静脉曲张
- I86 其他部位的静脉曲张
- I87 静脉的其他疾患
- I88 非特异性淋巴结炎
- I89 淋巴管和淋巴结的其他非感染性疾患

## 循环系统其他和未特指的疾患（I95-I99）
循环系统其他和未特指的疾患（I95-I99）
- I95 低血压
- I97 循环系统的操作后疾患，不可归类在他处者
- I98 分类于他处的、疾病引起的循环系统的其他疾患
- I99 循环系统的其他和未特指的疾患